# Yehni Djidji
Yehni Djidji o Fonou N’Guessan Rosine Kakou (Abiyán, 1988) escritora, guionista y bloguera de Costa de Marfil. Está diplomada en ciencias de la información y marketing.

## Publicaciones
- 2010 : Intimes confidences (NEI, adoras, Abiyán) ;
- 2010 : Les plus belles lettres d’amour (NEI, adoras, Abiyán) ;
- 2010 : Côte d’Ivoire: 50 ans d’indépendance(Frat Mat Ed., R.Laffont, Abiyán/París).
- 2012 : Une passion interrompue (Balafons, Abiyán)

## Distinciones
- 2011 : Mejor bloguera marfileña, E-voir Blog Awards[2]
- 2013 :  Medalla de bronce en al concurso literario de los Jeux de la Francophonie 2013.[3]